# Дъмбел
 Тази статия е за спортния уред.  За планината в Албания вижте Дъмбел (планина).  За мъглявината вижте M27.
Дъмбелът (или гира) е спортен уред, който се състои от лост (най-често метален), от двата края на който има тежести с кръгъл вид, закрепени с гайка.
Лостът е с максимална дължина 50 см, а теглото на металните дискове е не повече от 55 килограма. Дъмбелът произлиза от обикновените гири от лят чугун, като при него могат да се сменят тежестите. Предимство на дъмбела пред стандартната щанга е по-голямата амплитуда на движение и значително по-големият набор от упражнения. Дъмбелът позволява самостоятелното развитие на мускулите, за разлика от щангата където по-силната лява или дясна половина на тялото автоматично поема по-голяма част от тежестта. При изтласкване от лег дъмбелите позволяват по-голямо движение назад, което натоварва по пълноценно мускулите на трениращия. При щангата това движение е ограничено от лоста опиращ в гръдния кош. Недостатък е лесното развиване на гайките при упражнения. При новите дъмбели задължително в гайката е поставена гумена шайба за увеличаване на сцеплението между гайката и диска. При модерните дъмбели цялата ръкохватка е покрита с пластмаса, което напълно елиминира проблема с развиването на гайката.
Дъмбелите се използват предимно за бодибилдинг и гимнастика, като гимнастиката е по-слабо застъпена заради по-големите тежести, които се използват по презумпция при дъмбела.

## Упражнения
- Гребане с дъмбел
- Бицепсово сгъване с дъмбели
- Разгъване на дъмбел зад глава
- Изтласкване на дъмбели от лег, полулег и обратен лег
- Извивки с дъмбели встрани
- Плие (Клек с дъмбел от разкрачен стоеж)